# The Everlasting Gaze
The Everlasting Gaze è un brano scritto da Billy Corgan e registrato dagli The Smashing Pumpkins. È la traccia di apertura dell'album della band Machina/The Machines of God, pubblicato nel 2000.

## Il brano
Il brano è stato pubblicato come primo singolo del Nord America il 9 dicembre 1999.
Durante la registrazione di Machina / The Machines Of God , una prima versione di questa canzone con testi molto diversi aveva il titolo provvisorio di Disco King. La versione definitiva della canzone mantiene un uso costante di insolite battute di charleston. Il coro finale è stato tagliato dalla versione definitiva, tuttavia è stato aggiunto un coro a cappella.
Si è classificato al 4º posto nella classifica Modern Rock Tracks e 14º nella U.S. Rocks Songs negli Stati Uniti.
Il brano è stato inserito nel videogioco Guitar Hero: World Tour, come traccia scaricabile.

## Video
Il video musicale è stato diretto da Jonas Åkerlund ed è una performance della band, la prima con Melissa Auf Der Maur al basso, dopo l'uscita di D'arcy Wretzky dal gruppo.
Nel video tutti i membri del gruppo suonano strumenti neri: Iha e la Auf Der Maur sono vestiti di bianco, mentre Chamberlin e Corgan in nero e quest'ultimo suona, con i guanti, una chitarra Gibson SG con solo le tre corde più basse. Nel finale tutti distruggono i propri strumenti. Inizialmente la band contattò Jonathan Dayton e Valerie Faris per la regia.

## Tracce
CD promo (USA)
1. The Everlasting Gaze – 4:01

## Classifiche
| Classifica (1999)              | Posizione massima |
| ------------------------------ | ----------------- |
| Stati Uniti (Billboard Modern) | 4                 |
| Stati Uniti (Rock Songs)       | 14                |

## Formazione
Hanno partecipato alle registrazioni, secondo le note dell'album:
- Billy Corgan – voce, chitarra, tastiere
- James Iha – chitarra
- D'arcy Wretzky – basso
- Jimmy Chamberlin – batteria